# كاميي شوتون
كاميي شوتون (بالفرنسية: Camille Chautemps)‏ (1 فبراير 1885 بباريس - 1 يوليو 1963 بواشنطن العاصمة) سياسي فرنسي ورئيس مجلس الوزراء الفرنسي عدة مرات خلال الجمهورية الفرنسية الثالثة.